# Agatha Theodora Geelvinck
Agatha Theodora Geelvinck (gedoopt te Amsterdam, 13 maart 1739 - Hanau, 17 januari 1805) was de dochter van Nicolaes Geelvinck en Johanna Jacoba Graafland. (Ze was vernoemd naar haar grootmoeder Agatha Theodora van Bambeeck, getrouwd met Lieve Geelvinck). Agatha Theodora trouwde in 1760 met baron Dirk Wolter van Lynden van Hoevelaken (1733 - 1770). In 1761 verhuisde zij naar Arnhem. In 1763 liet zij zich, evenals haar vader, tekenen door Jean-Baptiste Perronneau.
Zij verbleef na de dood van haar man met regelmaat in Den Haag en woonde op de Korte Voorhout, naast de Franse Ambassade. De weduwe Hoevelaken stond de hele nacht op de stoep, toen de Ambassade afbrandde en eiste dat het tussenliggende huis werd afgebroken.

## Freule Constantia van Lynden
Agatha Theodora had acht kinderen, onder wie drie dochters: freule Constantia van Lynden van Hoevelaken was al geruime tijd in de publiciteit vanwege haar verhouding met stadhouder Willem V. De affaire speelde al in 1779. De 32-jarige prins moest zich verantwoorden bij de prinses en meende dat de geruchten te belachelijk waren om over te praten. Het stadhouderlijk paar kibbelde over een aantal genodigden en Constantia, die niet populair was bij prinses Wilhelmina is dan ook niet uitgenodigd. Het is begrijpelijk dat de Gelderse freule nooit als hofdame is benoemd.
Bij zijn dagelijkse wandeling naar het Haagse Bos, liep de prins langs het huis van de Van Lyndens. Op een dag bezocht hij een toneelstuk dat werd opgevoerd in het huis. In mei 1781 was de freule twee keer in het gezelschap van de prins in de Vauxhal aanwezig. De roddels over de slapende en drinkende prins namen toe en de freule besloot drie maanden in Zeist te logeren. Bij haar vertrek naar Utrecht stond hij 's ochtends vroeg bij de trekschuit. De prins verklaarde later dat hij geen zoen of een briefje van haar had gehad, waar hij haar kon bereiken. De affaire werd door de patriotten uitgebuit en er verscheen een lelijke spotprent. Agatha Theodora was ziedend en dreigde het land te verlaten. Constantia trouwde op korte termijn en met instemming van haar grootvader met een Zwitserse garde-officier, Willem Anne de Constant Rebecque (1750-1832), en verhuisde in de zomer van 1782 naar Zwitserland. In 1785 was Constantia weer terug en het is onbekend of ze opnieuw contact kreeg met de stadhouder.

## Barones Van Lynden
Rond 1782 had Agatha Theodora een affaire met de Pruisische gezant Friedrich Wilhelm von Thulemeier, tussen 1763 - 1788 werkzaam in Den Haag. Thulemeyer had grote schulden opgebouwd, en had het advies gekregen een rijke vrouw te zoeken. Frederik de Grote verbood hem om met haar trouwen, want misschien kwam zijn onafhankelijkheid in gevaar. In Den Haag ging het verhaal dat de elegante Von Thulemeier een sleutel van haar huis had en door haar werd onderhouden.
Agatha Theodora kwam uit een schatrijke, staatsgezinde familie van Amsterdamse burgemeesters; haar vader was in het jaar 1748 uit zijn functie gezet. Haar broer Nicolaas Geelvinck was iets minder republikeins en werd in 1780 benoemd als plaatsvervanger van de stadhouder in de WIC. Joan Geelvinck daarentegen, een kundig jurist en diplomaat, zou in juni 1787 op "democratische wijze" als burgemeester van Amsterdam worden benoemd. Hij vluchtte een half jaar later naar Parijs. Haar zoon Derk Wolter had een militaire functie aan het hof en voerde het bevel over een afdeling ruiters. Hij sloeg in oktober 1787 anti-patriotse herrie in Voorburg neer.
Begin 1788 werd Thulemeyer teruggeroepen door koning Frederik Willem II van Pruisen. Ook de schatrijke weduwe Agatha Theodora heeft uiteindelijk met al haar geld en goederen het land verlaten. Zij stierf in Hanau, waar zich tijdens de Bataafse Republiek en onder bescherming van Willem I van Hessen-Kassel diverse orangisten ophielden.

## Voetnoten
1. ↑  Doopakte: DTB Dopen, archiefnummer 5001, inventarisnummer 70, blad p.137 (folio 68), nr.1, aktenummer DTB 70. Gearchiveerd op 15 december 2021.
2. ↑  Gedenkschriften van G.J. Hardenbroek, deel I, p. 515-516; deel II, p. 68, 194.
3. ↑  Gedenkschriften van G.J. Hardenbroek, deel II, p. 590-591.
4. ↑  Gedenkschriften van G.J. Hardenbroek, deel II, p. 474, 484, 509.
5. ↑  Klein, S.R.E. (1995) Patriots Republikanisme. Politieke cultuur in Nederland (1766-1787), p. 128-135.
6. ↑  Dépêches van Thulemeyer 1763 - 1788 (1912) In de bewerking van Robert Fruin, ingeleid en aangevuld door H.T. Colenbrander, p. XXV.
7. ↑  Wanda von Puttkamer: Friedrich Wilhelm von Thulemeyer, gezant van Frederik den Grooten in Den Haag (1763-1781). In: Haagsch Maandblad, 1935, p. 429-438.
8. ↑  Smit, J. (1916) Den Haag in de Patriottentijd.